# Gzinka
Gzinka [ˈɡʑinka] es un pueblo ubicado en el distrito administrativo (gmina) de Łyszkowice, distrito de Łowicz, voivodato de Łódź (Polonia). Según el censo de 2011, tiene una población de 175 habitantes.
Está situado aproximadamente a 5 kilómetros al noroeste de Łyszkowice, a 10 kilómetros al sur de Łowicz y a 39 kilómetros al noreste de la capital regional, Lodz.

## Masacre durante Segunda Guerra Mundial
Durante la invasión alemana de Polonia de 1939, el 30 de septiembre fuerzas alemanas asesinaron a 11 personas del pueblo.